# Sebastian Hasenstab-Riedel
Sebastian Hasenstab-Riedel (* 5. September 1975 in Groß-Gerau) ist ein deutscher Chemiker und Hochschullehrer an der Freien Universität Berlin.

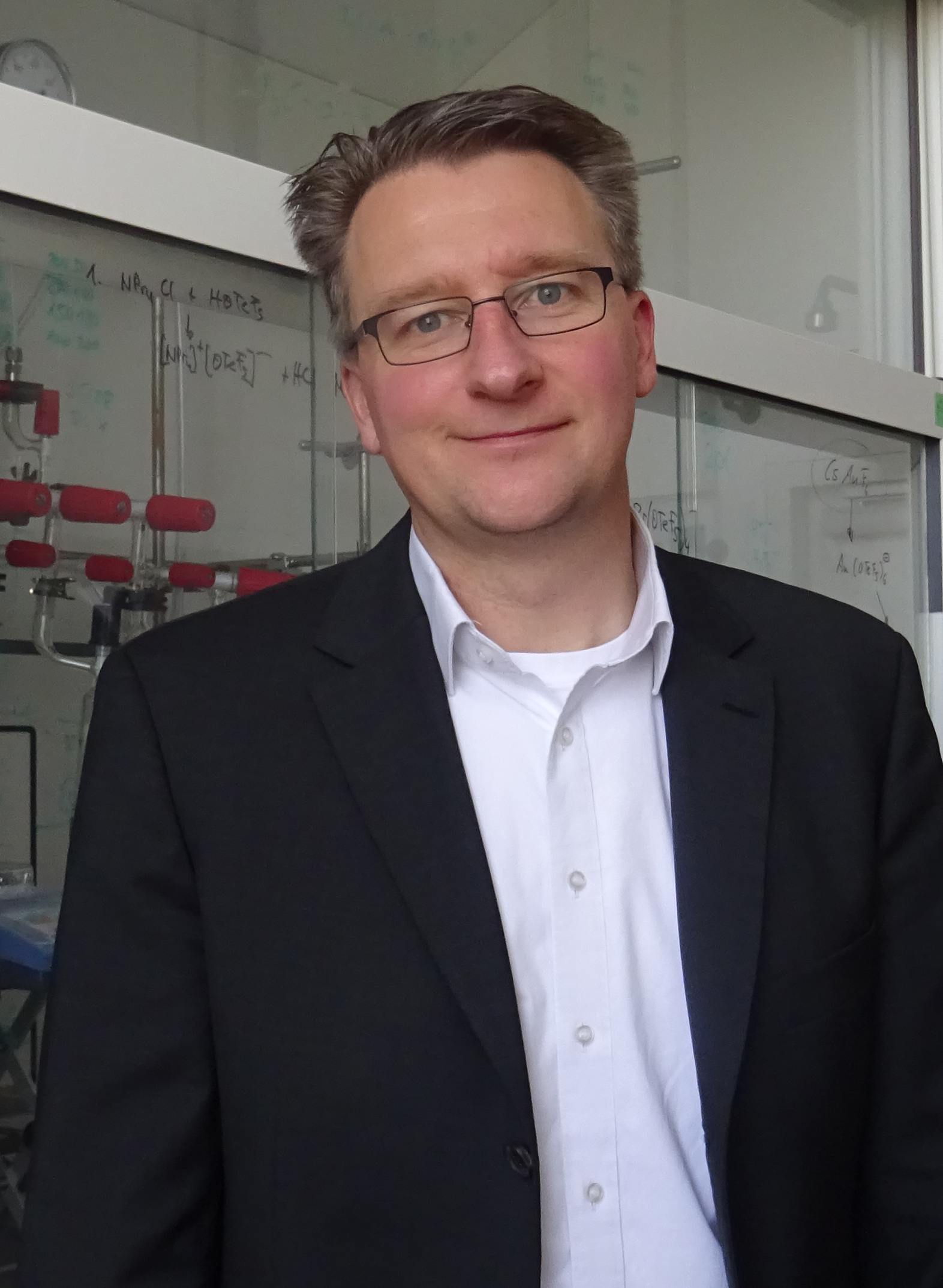
Sebastian Hasenstab-Riedel (2018)

## Biografie
Hasenstab-Riedel machte eine Ausbildung zum Chemielaboranten bei Siemens und Degussa in Hanau, welche er 1996 abschloss. Ab 1998 studierte er Chemie, zunächst an der Universität Siegen, und wechselte nach dem Vordiplom an die Universität Würzburg, wo er das Studium 2003 abschloss. Nach seiner Promotion in Theoretischer Chemie an der Universität Würzburg im Jahre 2006 bei Martin Kaupp folgten Postdoc-Aufenthalte bei Pekka Pyykkö Theoretischer Chemie und Markku Räsänen an der Universität Helsinki. Im Anschluss erfolgte ein weiterer Postdoc-Aufenthalt bei Gary Schrobilgen an der McMaster-Universität in Hamilton, Kanada. Er habilitierte sich 2013 an der Albert-Ludwigs-Universität Freiburg bei Ingo Krossing und folgte im selben Jahr dem Ruf auf eine W3-Professur an die Freie Universität Berlin auf die Nachfolge von Konrad Seppelt. Im Jahre 2021 lehnte er einen Ruf an die Universität Münster ab und wurde im gleichen Jahr zum Einstein-Professor der Einstein Stiftung Berlin ernannt.
Hasenstab-Riedel ist unter anderem im Vorstand der AG Fluorchemie sowie der Wöhler-Vereinigung für Anorganische Chemie der GDCh. Seit 2019 ist er Sprecher des Sonderforschungsbereichs „Fluor-Spezifische Wechselwirkungen“ (SFB1349).

## Forschung
Der Schwerpunkt seiner wissenschaftlichen Arbeit liegt im Bereich der Halogenchemie mit einem speziellen Fokus auf die Elemente Fluor und Chlor. Im Fokus seiner Forschung an der FU Berlin stehen dabei die Untersuchung von Fluor-Spezifischen Wechselwirkungen (SFB1349), starke Oxidationsmitteln, hohe Oxidationsstufen, Supersäuren, Peroxide, Polyhalogenide sowie Halogenspeicher. Ein besonderes Augenmerk liegt dabei auf der Entwicklung einer nachhaltigeren industriellen Halogenchemie.

## Ehrungen und Auszeichnungen (Auswahl)
- 2007: Kulturpreis Bayern (Promotion)
- 2008: Faculty Award (Promotion) der Fakultät für Pharmazie und Chemie der Universität Würzburg
- 2011: ADUC-Jahrespreis 2010 für Habilitanden und Habilitandinnen
- 2013: Publikationspreis Fluorchemie GDCh-Wissenschaftsforum Chemie
- 2013: International Young Talent Award in Fluorine Chemistry
- 2016: Preis für gute Lehre der Freien Universität Berlin
- 2020: ERC Grant des Europäischen Forschungsrates (Project: HighPotOx)
- 2021: Einstein Professur der Einstein Stiftung Berlin
- 2022: Steinhofer-Vorlesung 2022 der Albert-Ludwigs-Universität Freiburg
- 2023: Forschungspreis der Werner Siemens-Stiftung
- 2023: Christel und Herbert W. Roesky-Preis der GDCh
- 2023: Dres.-Volker-und-Elke-Münch-Preis für Wissenschaft und Forschung[6]

## Veröffentlichungen (Auswahl)
- mit Gesa H. Dreyhsig, Patrick Voßnacker, Merlin Kleoff, Haralds Baunis, Niklas Limberg, Michael Lu, Reinhard Schomäcker, Sebastian Riedel: Bichloride Based Ionic Liquids for the Merged Storage, Processing, and Electrolysis of Hydrogen Chloride Science Advances, 2024, 10, eadn5353. doi:10.1126/sciadv.adn5353
- mit Merlin Kleoff, Patrick Voßnacker, Sebastian Riedel: The Rise of Trichlorides Enabling an Improved Chlorine Technology. In: Angew. Chem. Int. Ed. 2023, 62, e202216586. doi:10.1002/anie.202216586.
- mit Patrick Voßnacker, Alisa Wüst, Carsten Müller, Merlin Kleoff, Sebastian Riedel: Synthesis of a Hexachloro Sulfate(IV) Dianion Enabled by Polychloride Chemistry. In: Angew. Chem. Int. Ed. 2022, 61, 43, e202209684, doi:10.1002/anie.202209684.
- mit Patrick Voßnacker, Nico Schwarze, Thomas Keilhack, Merlin Kleoff, Simon Steinhauer, Yuliya Schiesser, Maxime Paven, Sivathmeehan Yogendra, Rainer Weber, Sebastian Riedel: Alkyl Ammonium Chloride Salts for Efficient Chlorine Storage at Ambient Conditions. In: ACS Sustainable Chemistry & Engineering, 2022, 10, 29, 9525, doi:10.1021/acssuschemeng.2c02186.
- mit Kurt F. Hoffmann, David Battke, Paul Golz, Susanne M. Rupf, Moritz Malischewski, Sebastian Riedel: The Tris(pentafluorophenyl)methylium Cation: Isolation and Reactivity. In: Angew. Chem. Int. Ed. 2022, 61, 28, e202203777, doi:10.1002/anie.202203777.
- mit Kurt F. Hoffmann, Anja Wiesner, Carsten Müller, Simon Steinhauer, Helmut Beckers, Muhammad Kazim, Cody Ross Pitts und Thomas Lectka: Structural Proof of a [C–F–C]+ Fluoronium Cation. In: Nature Comm. 2021, 12, 5275. doi:10.1038/s41467-021-25592-6.
- mit Patrick Voßnacker, Alisa Wüst, Thomas Keilhack, Carsten Müller, Simon Steinhauer, Helmut Beckers, Sivathmeehan Yogendra, Yuliya Schiesser, Rainer Weber, Marc Reimann, Robert Müller, Martin Kaupp, Sebastian Riedel: Novel Synthetic Pathway for the Production of Phosgene. In: Science Advances 2021, 7, 40: eabj5186. doi:10.1126/sciadv.abj5186.
- mit Helena Keil, Karsten Sonnenberg, Carsten Müller, Regine Herbst-Irmer, Helmut Beckers, Dietmar Stalke, Sebastian Riedel Insights in the topology and the formation of a genuine ppσ bond: Experimental and computed electron densities in mono anionic trichlorine [Cl3]−. In: Angew. Chem. Int Ed. 2021, 60, 2569–2573. doi:10.1002/anie.202013727.
- mit Patrick Pröhm, Jonas R. Schmid, Karsten Sonnenberg, Simon Steinhauer, Caspar. J. Schattenberg, Robert Müller und Martin Kaupp: Improved access to organo-soluble di- and tetrafluoridochlorate(I)/(III) salts. In: Angew. Chem. Int. Ed. 2020, 59, 16002–16006. doi:10.1002/anie.202006268.
- mit Michel Jaccaud, Robert Faron, Didier Devilliers, René Romano und Holger Pernice: Fluorine. In: Ullmanns Encyclopedia of Industrial Chemistry – 7th Edition, (Eds.: B. Elvers) Wiley, 2020, 1–19. doi:10.1002/14356007.a11_293.pub2.
- mit Jan H. Nissen, Tony Stüker, Thomas Drews, Simon Steinhauer und Helmut Beckers: No fear of perfluorinated peroxides: Syntheses and solid state structures of surprisingly inert perfluoroalkyl peroxides. In: Angew. Chem. Int. Ed. 2019, 58, 3584–3588. doi:10.1002/anie.201814417.
- mit Anja Wiesner, Simon Steinhauer, Helmut Beckers und Christian Müller: [P4H][Al(OTeF5)4]: Protonation of White Phosphorus with the Brønsted Superacid H[Al(OTeF5)4](solv). In: Chem. Sci. 2018, 9, 7169–7173, doi:10.1039/C8SC03023E.
- mit Guanjun Wang, Mingfei Zhou, James T. Goettel, Gary J. Schrobilgen, Jing Su, Jun Li, Tobias Schlöder, Sebastian Riedel Identification of an iridium-containing compound with a formal oxidation state of IX. In: Nature, 2014, 514, 475–477. doi:10.1038/nature13795.
- High-valent fluorides and fluoro-oxidizers. In: Comprehensive Inorganic Chemistry II, Vol. 2 (Eds.: J. Reedijk, K. Poeppelmeier), Elsevier, Oxford, 2013, 187–221. doi:10.1016/B978-0-08-097774-4.00208-4.